# Snowboardschuh
Snowboard-Schuhe oder Boots sind ein wichtiger Teil der Snowboard-Ausrüstung. Sie beeinflussen die Kraftübertragung auf das Snowboard sowie dessen Reaktionsgeschwindigkeit.
Es wird zwischen weichen Softboots und Schalenschuhen, sogenannten Hardboots unterschieden.

## Softboots

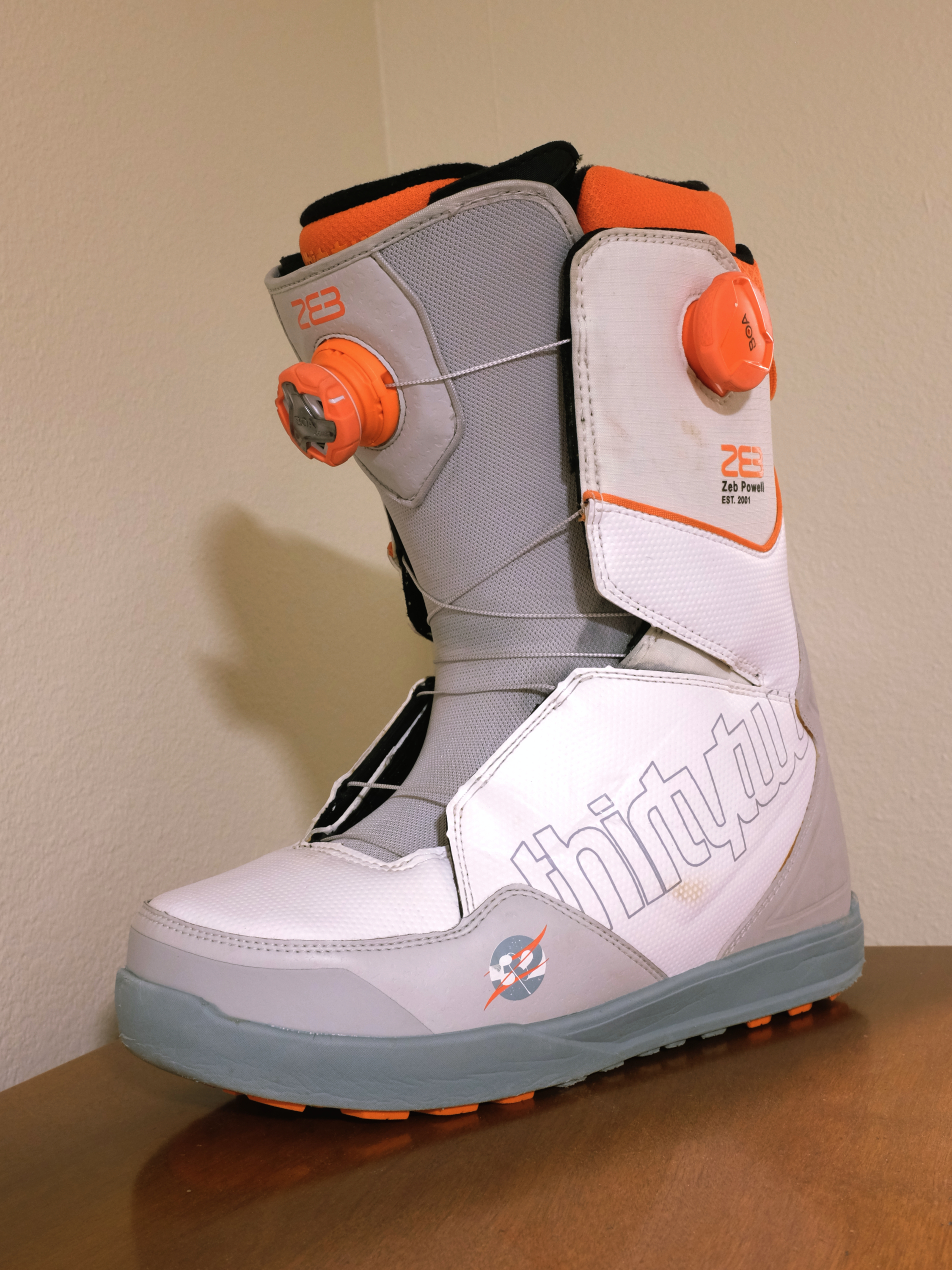
Moderner Softboot

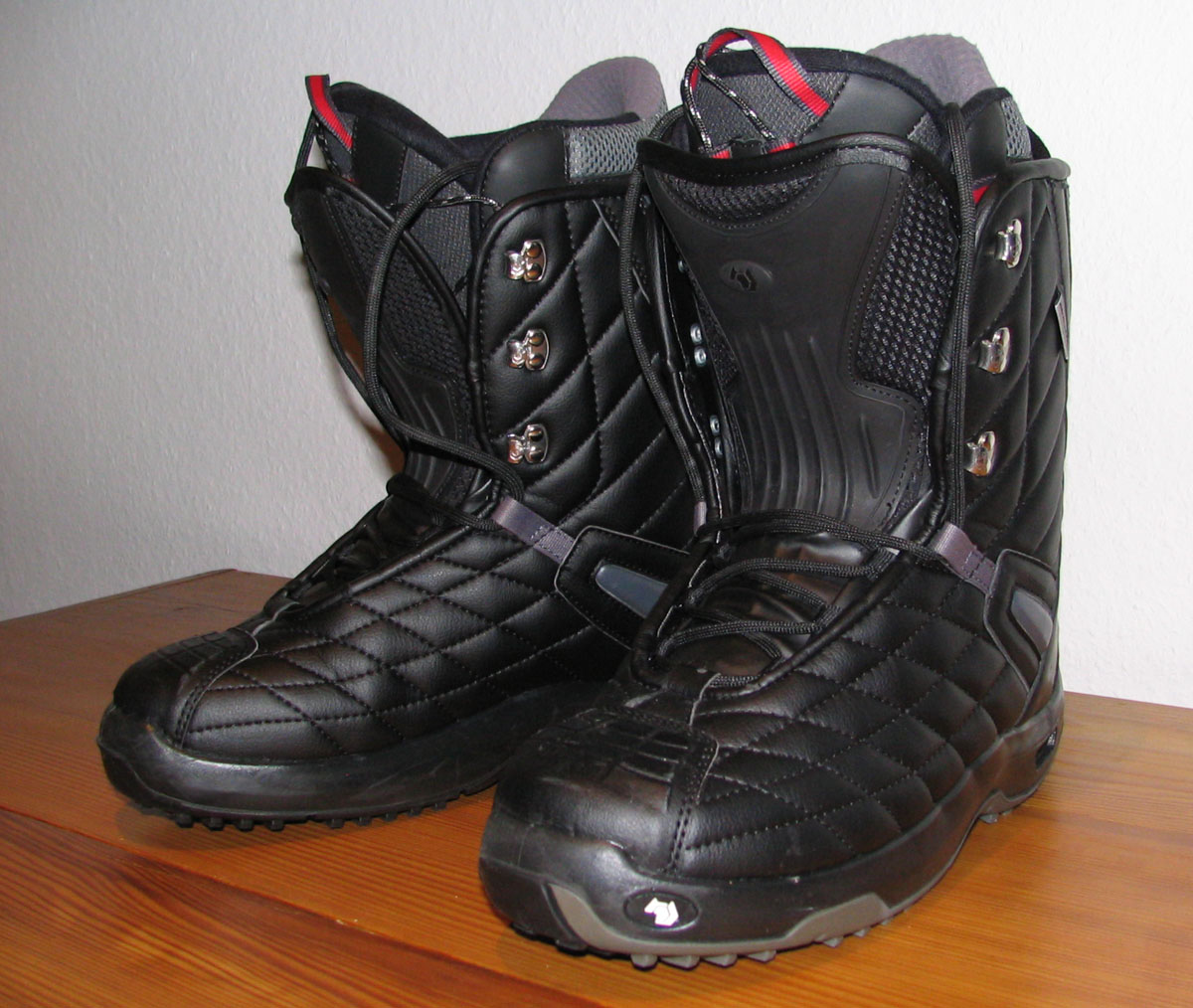
Softboot aus den 1990er Jahren

Softboots werden bei Softbindungen verwendet. Sie besitzen eine dicke, aber flexible Sohle und sind gut gepolstert. Softboots können sehr weich, aber auch ziemlich hart sein. Dies hängt ganz von den Anforderungen des Fahrers ab. Ein Freestylefahrer wird sich eher für einen weichen Boot entscheiden, während der Freerider eher einen härteren Boot bevorzugen wird. Hier gilt das gleiche wie für die Bindungen: Bei einem harten Boot ist die Kraftübertragung besser, bei einem weichen Boot ist das Board grundsätzlich einfacher zu kontrollieren.
Bei einigen Boots für die Step-In Bindungen ist das Highback im Boot integriert.
Softboots können außerdem mittlerweile mit pneumatischen Geräten individuell an den Fuß angepasst werden.
Softboots sind sehr beliebt, da sie weicher sind als Hardboots und mehr Bewegungsfreiraum bieten.

## Hardboots
Hardboots sind wie normale Skischuhe Hartschalenschuhe, die aus Plastik gegossen werden; die Unterschiede bestehen aus einem spitzeren Winkel bezüglich der Fuß- und Schienbein-Achse und einer dickeren Sohle. Diese endet an Zehen und Ferse nicht im von Skischuhen gewohnten DIN-Muster, sondern verjüngt sich trapezförmig von der Fußauflagefläche zum Snowboard hin. Letzteres ist notwendig, damit bei steilem Kanteneinsatz der Schuh nicht den Schnee touchiert.
Der entscheidende Vorteil, und somit auch der Grund, warum ausschließlich Hardboots in alpinen Disziplinen wie etwa dem Parallelslalom verwendet werden, ist eine sehr direkte Kraftübertragung auf die Kanten des Snowboards. Da das Bein im Hardboot vor allem im Bereich des unteren Schienbeins sehr fest eingespannt ist, treten auch (in stärkerem Maße als bei Softboots) Hebelwirkungskräfte in Erscheinung, welche den Kraftaufwand für die Kantensetzung reduzieren.
Beim Fahren ist der Komfort eines gut angepassten, eventuell geschäumten Hardboots deutlich höher als bei einem eng geschlossenen Softboot. Ein nicht perfekt passender Hardboot (was aus Mangel an Herstellern und Modellen leicht möglich ist) trägt sich dagegen sehr unkomfortabel. Hardboots eignen sich auch nicht für flache Bindungswinkel, da die Kraftübertragung meist für eine Schrägstellung von 40° und mehr ausgelegt ist. Zusätzlich bieten Hardboots eine weitaus stärkere Vorlage als Softboots. Außerdem sorgt die feste Umklammerung des Beines für wesentlich schneller auftretende Ermüdungserscheinungen als bei der weichen Konkurrenz.
Diese Vor- und Nachteile sowie die viel höheren Produktions- und Entwicklungskosten für Hardboots führten dazu, dass Hardboots heute fast ausschließlich von Profisportlern (im alpinen Bereich) und dem Jugendalter entwachsenen Enthusiasten verwendet werden. In den 1990er Jahren wurden Hardboots von zahlreichen Snowboard-Marken wie Burton, Oxygen und Northwave angeboten. Zurzeit gibt es nur drei aktive Hersteller von Hardboots, die in Europa erhältlich sind, nämlich Dee Luxe (Raichle) und UPZ (früher UPS, stellt auch den Virus Hardboot her) und Mountain Slope (Modell Point 951 als Neuauflage des Northwave Point 950). Head (früher Blax) hat die Produktion mittlerweile eingestellt. 